# 1. division 1946-1947
La 1. Division 1946-1947 è stata la 34ª edizione della massima serie del campionato danese di calcio conclusa con la vittoria del AB, al suo sesto titolo.
Capocannoniere del torneo fu Helge Bronée dell'Østerbros Boldklub con 21 reti.

## Classifica finale
|    | Classifica             | G  | V  | N | P  | GF | GS | DR  | Pti |
| -- | ---------------------- | -- | -- | - | -- | -- | -- | --- | --- |
| 1  | AB                     | 18 | 14 | 0 | 4  | 56 | 36 | +20 | 28  |
| 2  | KB                     | 18 | 11 | 4 | 3  | 51 | 30 | +21 | 26  |
| 3  | Fremad Amager          | 18 | 10 | 2 | 6  | 36 | 30 | +6  | 22  |
| 4  | Østerbros Boldklub (*) | 18 | 9  | 3 | 6  | 49 | 45 | +4  | 21  |
| 5  | AGF                    | 18 | 8  | 4 | 6  | 48 | 43 | +5  | 20  |
| 6  | B 1903                 | 18 | 7  | 2 | 9  | 36 | 45 | -9  | 16  |
| 7  | BK Frem                | 18 | 6  | 2 | 10 | 35 | 40 | -5  | 14  |
| 8  | Køge BK                | 18 | 5  | 3 | 10 | 47 | 48 | -1  | 13  |
| 9  | B 93                   | 18 | 4  | 3 | 11 | 23 | 35 | -12 | 11  |
| 10 | Aalborg                | 18 | 4  | 1 | 13 | 22 | 51 | -29 | 9   |

(*) Squadra neopromossa

## Verdetti
- AB Campione di Danimarca 1946-47.
- Aalborg retrocesso.